# クルマバソウ
クルマバソウ（車葉草、学名：Galium odoratum）は、アカネ科アカネ亜科ヤエムグラ属の多年草。以前は同科同亜科の近縁の属である Asperula 属の種とされていたが、現在はヤエムグラ属に移されている。

## 特徴
地下茎は長く横に這い、繁殖する。茎は直立し、高さは20-30cmになり、途中で分枝せず、断面は四角形で毛は無い。葉は6-10個が輪生し、葉身は長さ1.5-4cm、幅0.3-1.3cm、狭長楕円形または倒披針形で、先は鋭頭、基部に葉柄はない。葉はやや厚く、光沢があり、表面の1本の中脈が目立ち、縁と裏面の葉脈上に上向きの剛毛が生える。葉の裏面の基部が接する茎の節部には開出する短毛が生える。これらの輪生する葉は、対生する本来の2個の葉と、残りの4-8個の、葉と同形の托葉となる。
花期は5-7月。茎先に2-3出状の集散花序を出し、4-12個の花をつける。萼筒は径0.5-0.8mmの半球形または鐘形になり、黄緑色で、短毛が生える。花冠は径2-5mm、白色で漏斗形で、先は4裂し、花冠裂片は卵形となり、裂片の長さ1.5-3mm、花冠筒部の長さは1.2-2mmとなる。雄蕊は4個あり、花冠筒部に付着する。子房は下位で、2室に分かれ、各室に1個の胚珠がある。花柱は短く2裂する。果実は乾いた2個の分果となり、2分果で見かけ上1個の球形となり、各分果に1個の種子がある。分果には先が鉤状になった長い毛が密生する。
同属のクルマムグラ Galium japonicum に似るが、同種の葉は本種と比べ薄く、乾燥すると黒色になる。一方、本種は葉がやや厚く光沢があり、乾燥しても黒色にはならず淡緑色になる。また、花、果実の状態も異なる。

## 分布と生育環境
日本では南千島、北海道、本州に分布し、林中の木陰に生育する。世界では、朝鮮半島、サハリンからヨーロッパ、北アフリカに広く分布する。

## 名前の由来
和名クルマバソウは、「車葉草」の意で、輪生する葉の形や大きさに違いがなく、放射状、車輪状に見え、そのつき方から「車葉」の名がついた。
種小名（種形容語）odoratum は、「芳香のある」「香りのよい」の意味。

## 利用
乾燥させると淡緑色になり、クマリンの芳香がある。ベルギーのワロン地方ではこの乾燥体で香りをつけたメトランク（Maitrank：フランス語版）という白ワインが生産されている。
欧州ではウッドラフと呼ばれハーブおよび民間薬として用いられる。効能は香気成分によるリラックス及び睡眠誘引や悪心回復(吐き気止め)、健胃、強壮、利尿、遍頭痛などの鎮痛、鎮静、止血及び傷薬、肝機能改善による肝炎予防、静脈瘤予防。またリーフにして防虫にもされる。
※ただし禁忌および注意点として、妊娠中・授乳中は使用を避ける。肝機能障害のある人は使用を避ける。抗凝血剤を使用している患者は使用を避ける。等が上がる。
またドイツなどではヴァルトマイスター（Waldmeister）と呼ばれ、クマリンの芳香があるためビール、リキュール、ジュースに入れて飲むこともある。またアイスソース及びアイスクリーム、ケーキ、ゼリー、グミ菓子、キャンディなど菓子類の風味付けにも使われる。

### 利用方法
橋本郁三の『食べられる野生植物大事典（草本・木本・シダ）』によると本種を利用した料理等に次のようなものがある。
- 花、蕾、葉を生のまま、ちらし寿司の上に飾り、食す。
- 上記のものを肉料理の付け合わせとする。
- 蕾の頃にきれいな地上部を採集し、2-3日間日陰干しにして乾燥させるとクマリンの芳香がでる。その乾燥体をネットに包み、2倍量のホワイトリカーやウォッカに漬け込み、アルコールが淡いレモン色になったら乾燥体を引き上げる。そのままでも飲めるが、4-5月寝かせ、アルコールがゴールデンイエローになった頃が香りもよい。

## ギャラリー

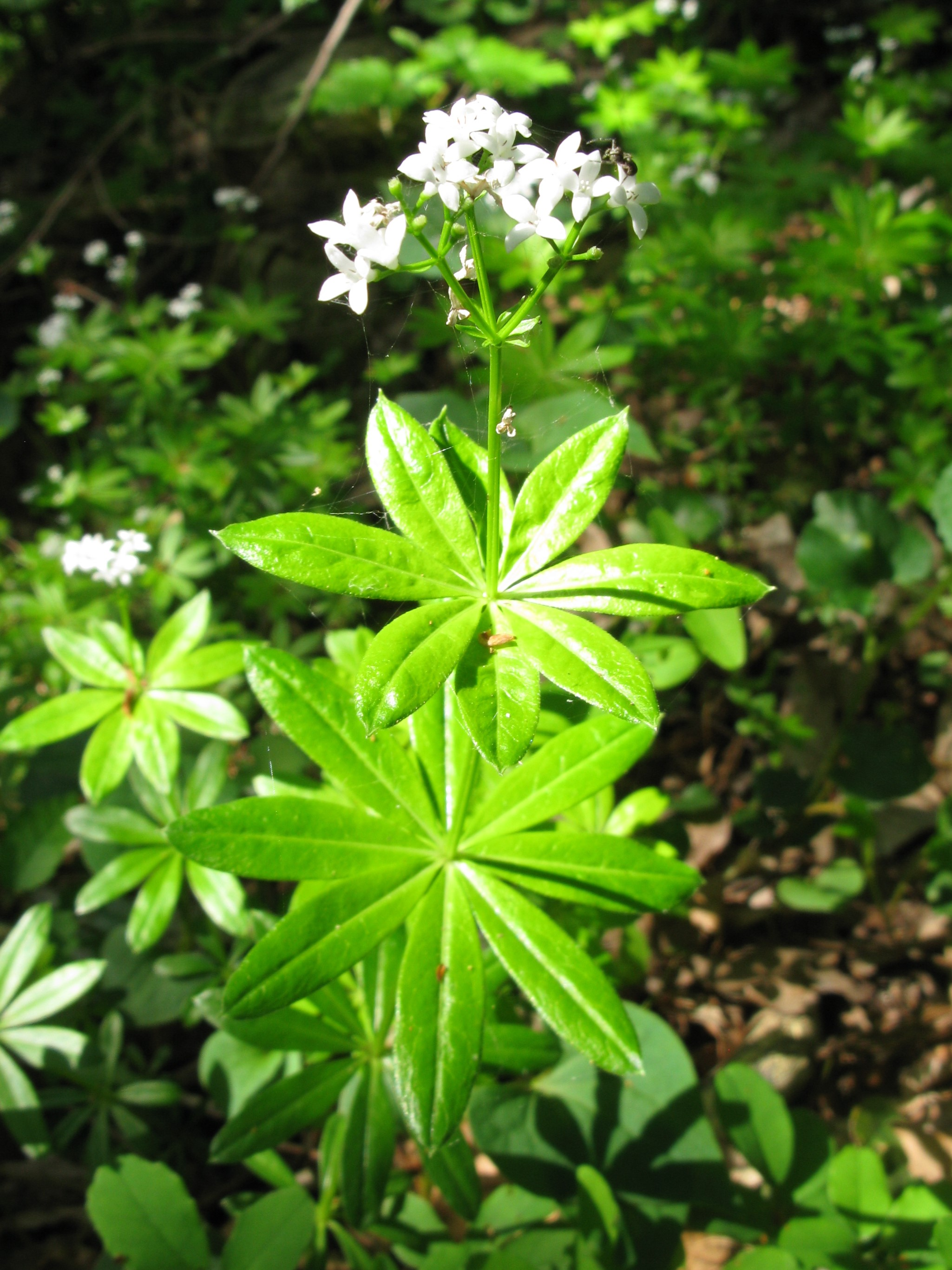
葉が輪生するようすから「車葉草」いう。茎の稜線に毛は無い。葉はやや厚く光沢があり、表面の中脈が目立つ。
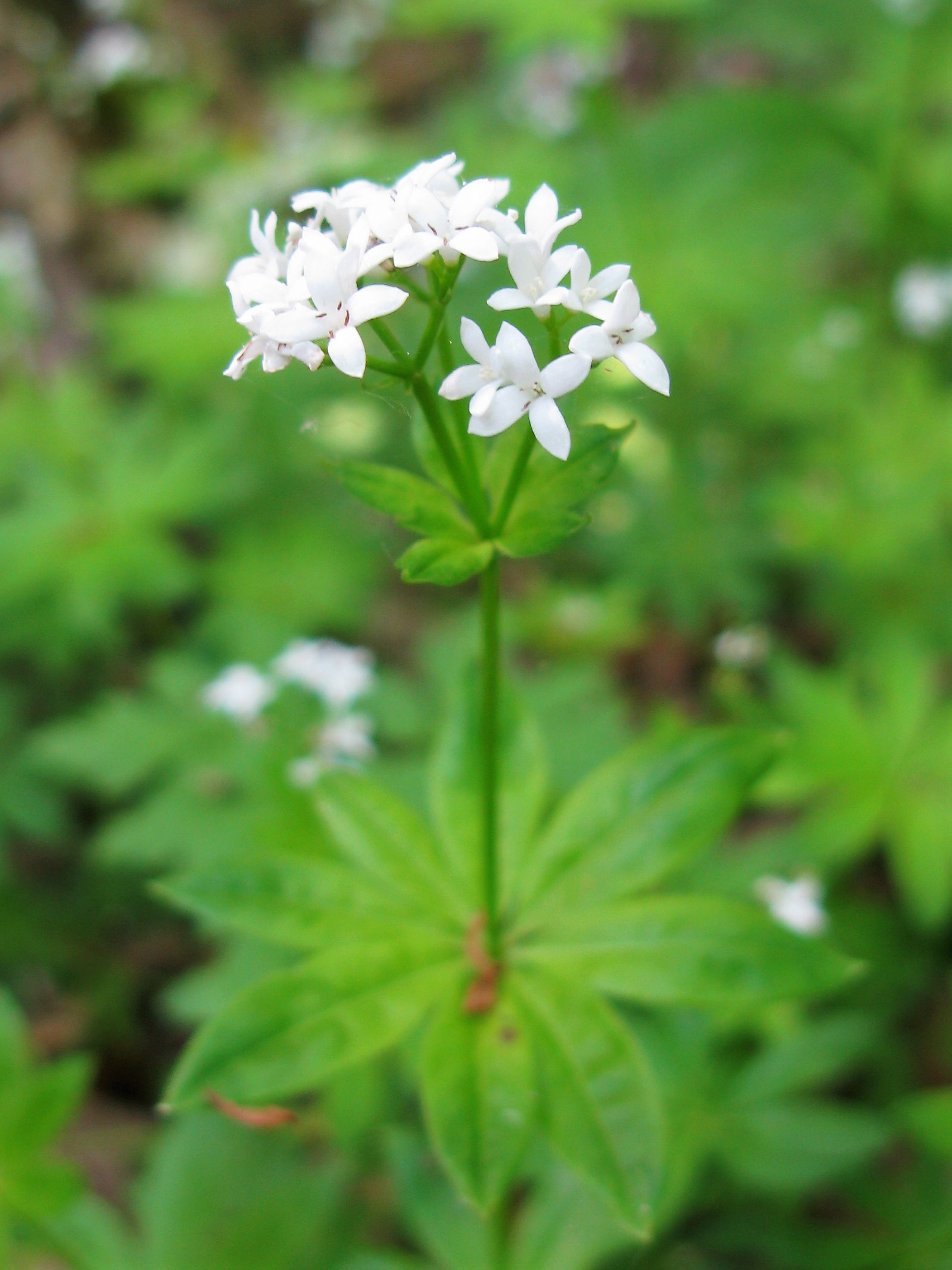
花冠は漏斗形で4裂し、白色。